# 岗侨管理区
岗侨管理区，是中华人民共和国广东省阳江市下辖的一个经济管理区。全区总面积46平方公里，原为1964年创建的广东省华侨农场，1998年改为县级的岗侨管理区。

## 行政区划
岗侨管理区下辖以下地区：
岗桥管理区虚拟社区。